# Max von Thun
Max von Thun (* 21. února 1977 v Mnichově) celým jménem Maximilian Romedio Johann-Ernst Thun-Hohenstein, je rakouský herec. Pochází z moravské větve šlechtického rodu Thun-Hohensteinů.

## Život
Bez hereckého vzdělání započal svoji hereckou kariéru v Anglii. Ve filmu (Lamorte) debutoval v roce 1997. O dva roky později (1999) začal pracovat pro hudební kanál MTV jako moderátor. Vedle herectví se věnuje zpěvu ve skupině "Von Thun & 77", která zveřejnila své první album "Greatest Hits Vol. 1" v roce 2007.

## Filmografie

### Televize
| - 1997: Lamorte - 1999: Mit fünfzig küssen Männer anders - 1999: Frische Ware - 2000–2003: Bei aller Liebe - 2002: Andreas Hofer – Die Freiheit des Adlers - 2003: Hitler – Aufstieg des Bösen - 2003: Die Stimmen - 2003: Mädchen Nr. 1 - 2003: SOKO Kitzbühel – Farben des Todes - 2004–2006: Zwei am großen See - 2004: Untreu - 2005: Damals warst Du still - 2005 SOKO Leipzig – Vaterliebe - 2006: Kronprinz Rudolf - 2006: Das Glück klopft an die Tür - 2007: Die Flucht (česky Táta na útěku) - 2007: Der geheimnisvolle Schatz von Troja - 2007: La Lance de la destinée - 2008: Stürmische Zeiten - 2008: Das Papst-Attentat - 2008: Pizza und Marmelade - 2009: Böses Erwachen - 2009: Faktor 8 – Der Tag ist gekommen | - 2009: Ein Sommer in Long Island - 2009: Geliebter Johann Geliebte Anna - 2009: Engel sucht Liebe - 2010: Seine Mutter und ich - 2010: Countdown – Die Jagd beginnt (česky Vteřiny před vraždou) - 2010: Trau’ niemals deinem Chef - 2010: Tatort – Die Unmöglichkeit, sich den Tod vorzustellen - 2010: Der Meisterdieb - 2011: Tatort: Lohn der Arbeit - 2011: Buschpiloten küsst man nicht - 2011: Die Mongolettes – Wir wollen rocken! - 2013: Ein weites Herz – Schicksalsjahre einer deutschen Familie - 2013: Der Tote im Watt - 2013: Anna Karenina - 2014: Sternstunde ihres Lebens - 2014: Die Fischerin - 2014: Die Fremde und das Dorf - 2015: Eine wie diese - 2015: Die Udo-Honig-Story - 2016: Ein Geheimnis im Dorf – Schwester und Bruder - 2016: Was im Leben zählt - 2017: Für Emma und ewig (tv film) - 2017: Treibjagd im Dorf |

### Filmy
| - 2001: Alles wegen Paul - 2001: 100 Pro - 2004: Samba in Mettmann - 2004: Mädchen, Mädchen 2 – Loft oder Liebe - 2008: Drug Fiction (krátký film) - 2011: In der Welt habt ihr Angst | - 2011: Rubbeldiekatz - 2011: Sommer der Gaukler - 2012: Wer’s glaubt, wird selig - 2014: Einmal Hans mit scharfer Soße - 2015: Traumfrauen - 2016: Gut zu Vögeln |